# Alan Bray
Alan Bray (Leeds, 13 ottobre 1948 – Londra, 25 novembre 2001) è stato uno storico e attivista britannico.

## Biografia
Nato a Hunslet, Leeds, in una famiglia della classe operaia, Bray perse la madre all'età di dodici anni. Dopo i primi studi a Leeds, Bray studiò all'Università di Bangor, Galles. Successivamente, frequentò un seminario anglicano per un anno, prima di cominciare una carriera da funzionario pubblico. Dichiaratamente gay, Bray ebbe una relazione per quasi tutta la vita con Graham Wilson, suo compagno di liceo.
Negli anni 70 si unì al Gay Liberation Front, mentre negli anni 80 si convertì al cattolicesimo e fece spesso tramite tra il cardinale Basil Hume e gruppi LGBT cattolici locali.
Nel 1982 fu pubblicata la sua opera più nota, Homosexuality in Renaissance England, un influente studio dell'omosessualità nel Rinascimento inglese. Nel 1996 gli fu diagnosticata l'HIV, mentre nel 1997 e 1998 fu fellow di Birkbeck, Università di Londra. Morì nel 2001 per complicazioni legate all'HIV e il suo secondo libro, The Friend, uscì postumo nel 2002.

## Opere
- Homosexuality in Renaissance England, Londra, Gay Men's Press, 1982
- The Friends, Chicago, University of Chicago Press, 2002